# ابن عرس باتاغونيا
ابن عرس بتغونية (Lyncodon patagonicus) حيوان لبون صغير القد وحيد النوع من جنس Lyncodon وفصيلة ابن عرس. نطاقه الجغرافي في البمبة غرب الأرجنتين وأجزاء من تشيلي.